# Pryjamina (stacja kolejowa)
Pryjamina (biał. Прыяміна, ros. Приямино) – stacja kolejowa w miejscowości Pryjamina, w rejonie borysowskim, w obwodzie mińskim, na Białorusi. Leży na linii Moskwa - Mińsk - Brześć.
Stacja powstała w XIX w. na drodze żelaznej moskiewsko-brzeskiej pomiędzy stacjami Krupki a Borysów. Dawniej nosiła nazwę Bojary, od pobliskiej wsi Bojary.